# 長頜異吻象鼻魚
長頜異吻象鼻魚，為輻鰭魚綱骨舌魚目象鼻魚科异吻象鼻鱼属的其中一種。分布於非洲西部沿岸淡水流域，棲息於水底，具有發電器官，用來偵測獵物，體長可達26公分。

## 外部連結
- 長頜異吻象鼻魚的圖片